# Diritti LGBT in Zimbabwe
I diritti delle persone LGBT in Zimbabwe sono meno tutelati rispetto a quelli delle persone non LGBT.
Sin dal 1995 il governo ha cercato di contrastare le persone LGBT nel proprio territorio con campagne contro i diritti LGBT sia per gli uomini omosessuali che le donne e la sodomia è considerata una orribile pratica sessuale definita nel codice penale come per il sesso anale come un ''atto indecente'' tra adulti consenzienti.
Lo Zimbabwe si trova in contrasto con il vicino Sudafrica come anche con il vicino Mozambico che hanno grantito protezione legale alle persone LGBT a partire dal XXI secolo dato che i matrimoni tra lo stesso sesso sono banditi dalla costituzione e le persone LGBT non hanno protezioni legali contro aggressioni e discriminazioni.
Le persone LGBT dunque sono estremamente emarginalizzate sia a livello sociale sia a livello giuridico e per questo moltti decidono di suicidarsi, di emigrare (spesso nel vicino Sudafrica) o di rimanere velati.
Però, dalla rimozione forzata di Robert Mugabe dalla presidenza nel novembre 2017, gli attivisti LGBT sperano che i loro diritti vengano rispettati.
Secondo un del 2018, il 50% degli uomini gay hanno subito almeno una volta violenza fisica e il 64% è stato disconosciuto dalla propria famiglia come per il 27% delle lesbiche.
L'omosessualità e il Travestitismo erano accettate e comuni nello Zimbabwe pre-coloniale e delle politiche anti-bianche di Mugabe, le quali portarono alla erronea credenza che l'omosessualità fosse un fenomeno di origine europea o comunque non africana portato in Zimbabwe dagli europei.
Attività omosessuali sono state registrate nei popoli San, Khoi, Ndebele e Shona

## Storia dell'omosessualità nello Zimbabwe pre-coloniale
Il popolo San, che ha vissuto nell'Africa Meridionale per millenni, erano conosciuti per intraprendere attività omosessuali. Un famoso dipinto rupestre san, vicino a Guruve, rappresentava tre uomini occupati in un rapporto anale. È stato datato all' 8000 A.C. circa, anche se alcune ricerche lo datino a 2000 anni fa. Nel 18° secolo, i khoikhoi usavano il termine koetsire, che si riferisce a un uomo che è attratto da un altro uomo, e soregus, che si riferisce a la masturbazione praticata da persone dello stesso sesso fra amici.